# Limmel
Limmel (en maastrichtois : Lummel) est un quartier de la commune de Maastricht, situé dans le nord de la ville et sur la rive est de la Meuse.

## Géographie
Le quartier est bordé à l'ouest par la Meuse et le canal Juliana et à l'est par la ligne Maastricht - Venlo. Au nord, la Korvetweg est la limite du quartier, au sud, il s'agit de la Viaducweg et l'entrée du Noorderbrug. La Willem Alexanderweg est la principale route traversant le quartier.
Limmel se trouve en grande partie dans la plaine inondable de la rivière ce qui conduisait à d'importantes inondations en cas de crue. Cela prit fin avec la construction du barrage de Borgharen en 1929.

## Histoire
Peu de choses sont connues de l'origine du village de Limmel, anciennement appelé « Lemeloe », « Lemal », « Limale » ou « Limmail ». Le château Limmel, l'actuel château Bethléem, était à l'origine le château féodal des seigneurs de Valkenburg et, à partir de 1284, des ducs de Brabant. Au début du XVIe siècle, le château était occupé par les chevaliers de l'Ordre Teutonique, qui l'a conservés jusqu'à la période française. Le château passa sous le bailliage de Biesen, dont le siège principal était la commanderie d'Alden Biesen sur la Meuse. Au XVIIe siècle, le château fut nommé Bethléem. En 1953, le château a été acheté par l'église catholique et appartient désormais à l’Hotel Management School Maastricht.
L'actuelle église a remplacé une plus ancienne, datant de 1864, en marne. Grâce à un dessin de Philippe de Gulpen datant d'environ 1840, il est possible de déterminer que cette petite église médiévale se composait d'une nef romane et d'une tour et d'un chœur gothique. Au milieu du XIXe siècle, le village comptait environ 370 habitants, pour la plupart agriculteurs. Jusqu'en 1920, le village de Limmel faisait partie de la commune de Meerssen.
À la fin XIXe siècle et au début du XXe siècle, un certain nombre d'entreprises se sont installées autour de Limmel : la Maastrichtsche Zinkwit Maatschappij, la verrerie Stella, la société royale Mosa, la cimenterie Schunck et l'usine Beaumont. En 1911, quelque 2 000 travailleurs étaient employés dans ces usines. Limmel compte à ce moment-là quarante cafés.
À la fin des années 1950, la première grande expansion a eu lieu et a lentement transformé le village en quartier. Au début des années 1960, le quartier industriel de Beatrixhaven industriel a été construit (et la Willem Alexanderweg) et la société électrique de la province du Limbourg s'est installé au sud-est du quartier. Un peu plus tard, l'usine de traitement des eaux usées a été construite sur la Willem Alexanderweg. En 1972, la prison « Overmaze » a été mise en service.

## Patrimoine
Le village d'antan est resté assez intact même si, en 1957, un grand projet fit construire 400 propriétés au nord de la Balijeweg.
Dans la partie nord de Limmel se trouve depuis 1971 la prison « Overmaze », qui a été transformé en une clinique en 2009. Dans le sud du quartier se trouve la caserne des pompiers de Maastricht de l'architecte Neutelings Riedijk, construite de 1996 à 1999.
L'ancien centre du village deLimmel est dominé par l'église néogothique de Saint Jean-Baptiste, construite par Carl Weber à partir de 1861. L'église a été agrandie en 1913 selon les plans de l'architecte liégeois August Taurel avec l'ajout d'un nouveau chœur, du transept et des allées. Dans l'église se trouvent des fonts baptismaux du XIe ou XIIe siècle, provenant de l'église médiévale. Autour de l'église se trouve un cimetière.
Une partie de Limmel se trouvent dans la zone immobilière de Maastricht-Meerssen. Le château médiéval de Bethléem et le château Jérusalem, datant du XVIe siècle, sont dans cette zone.

## Galerie

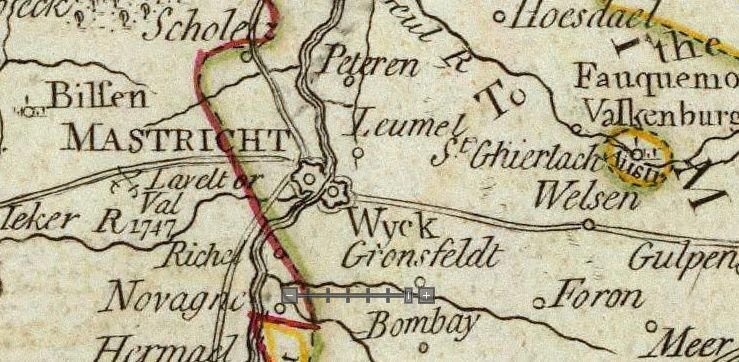
Leumel, devenue Limmel.
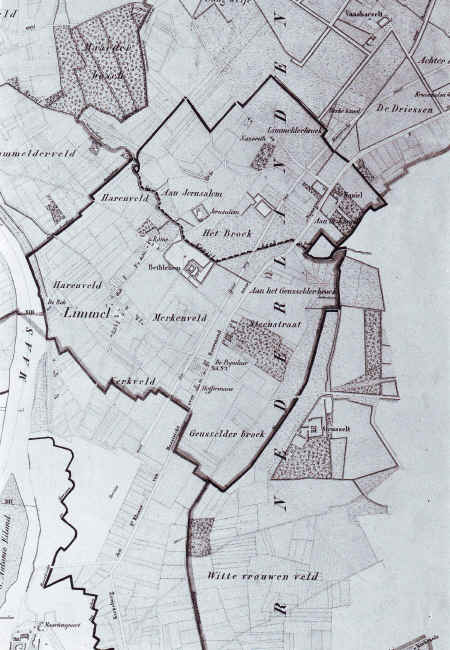
Carte de Limmel aux alentours de 1850.
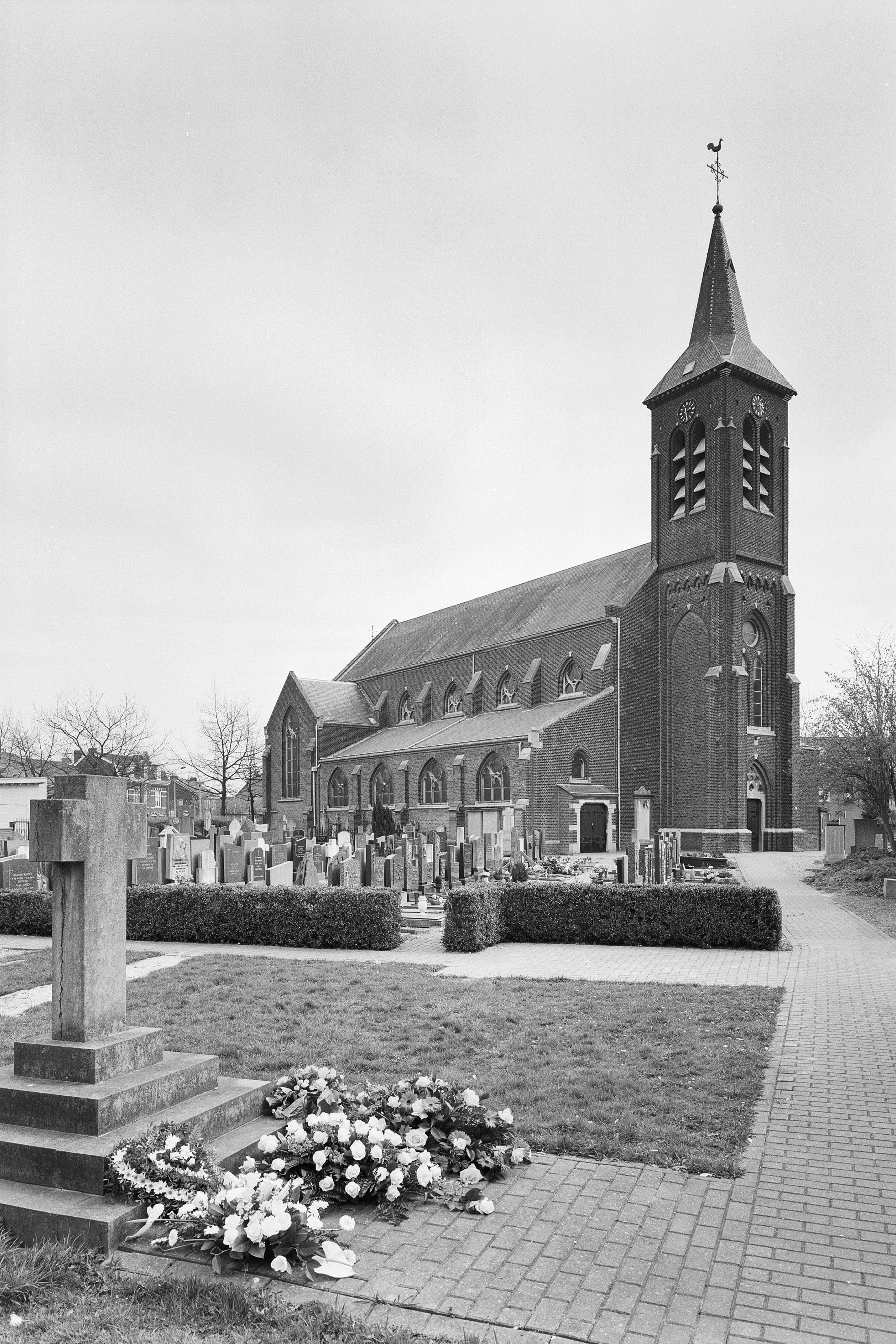
Saint Jean-Baptiste
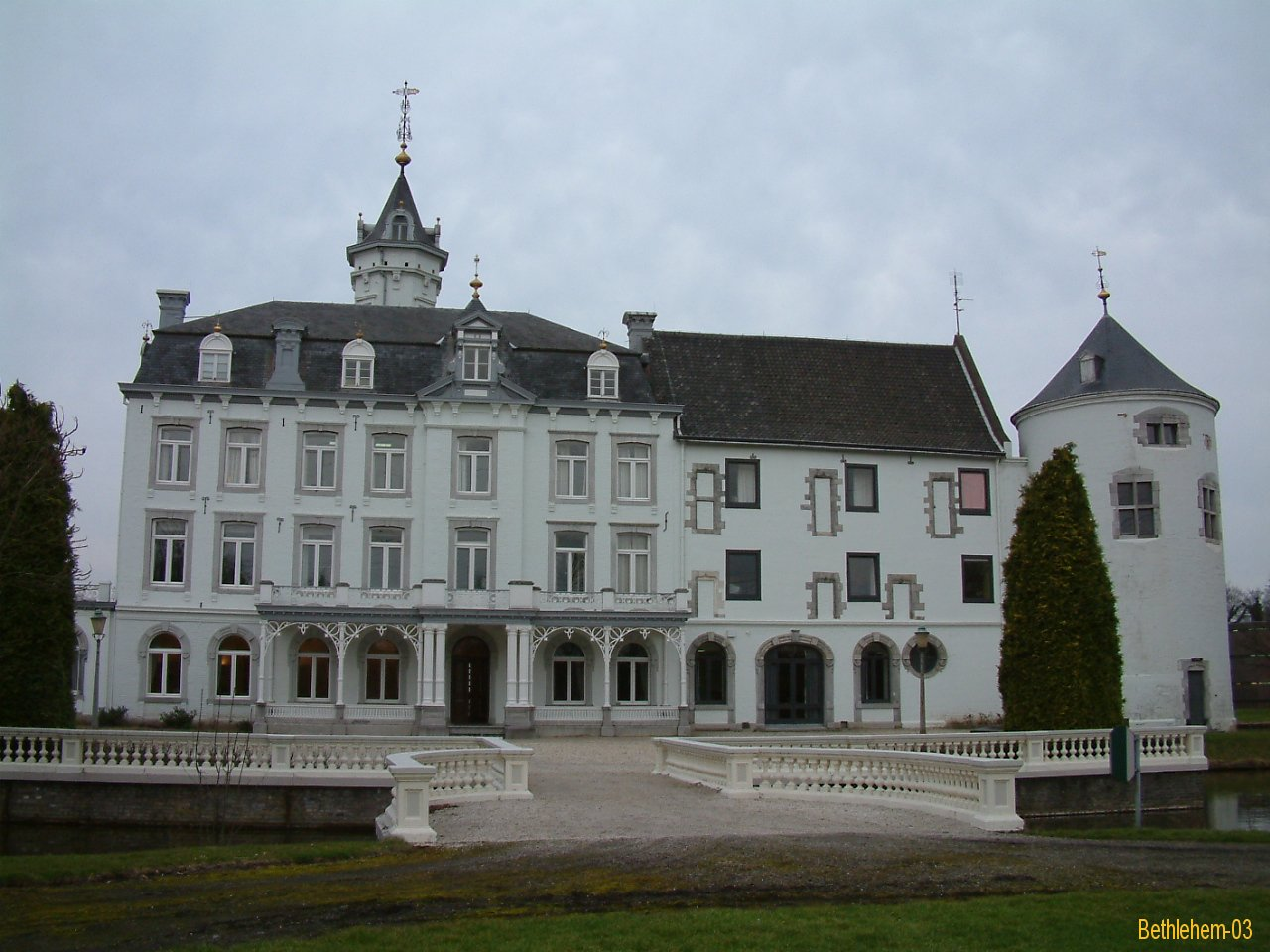
Château Bethléem.
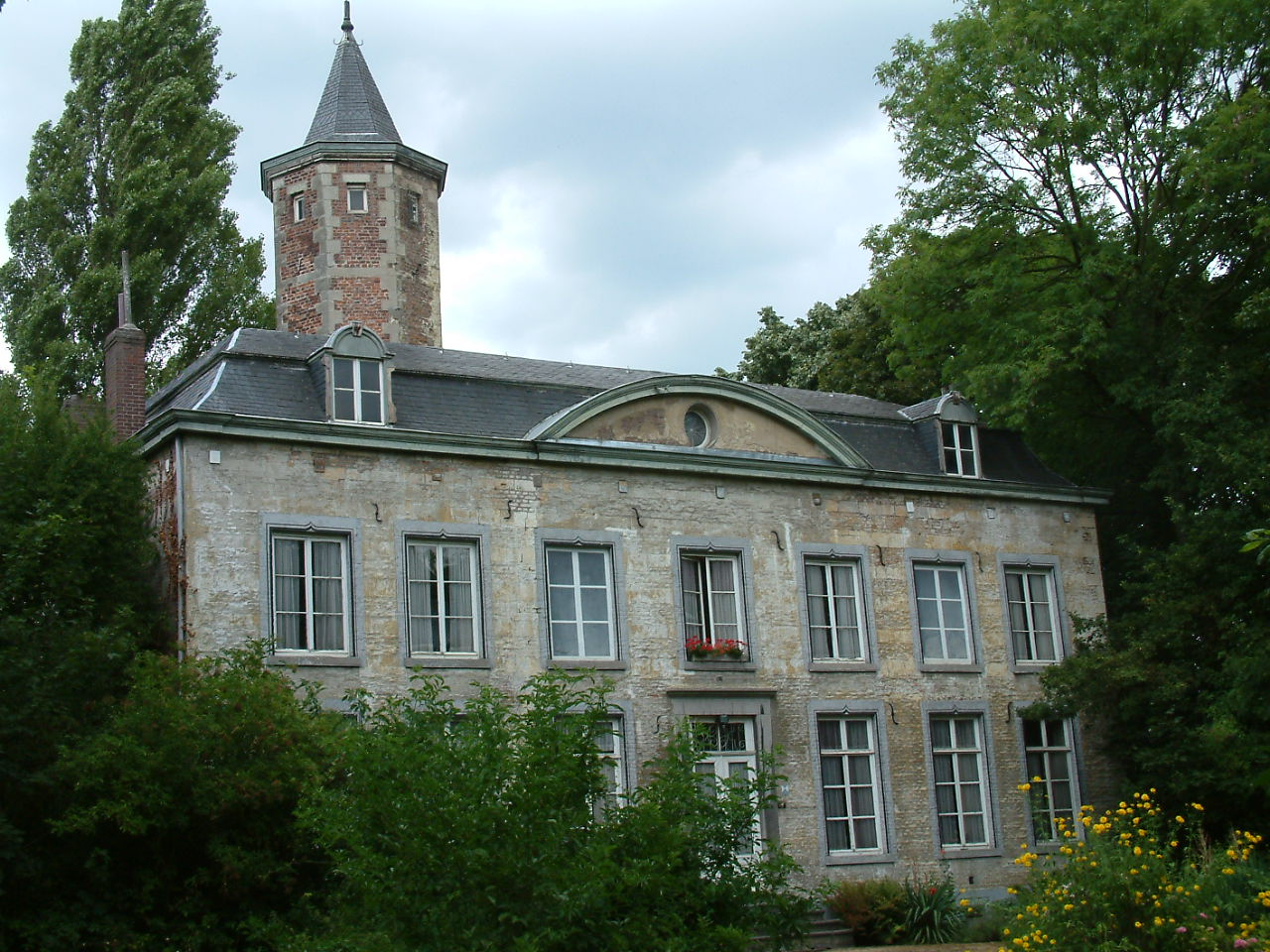
Château Jérusalem.
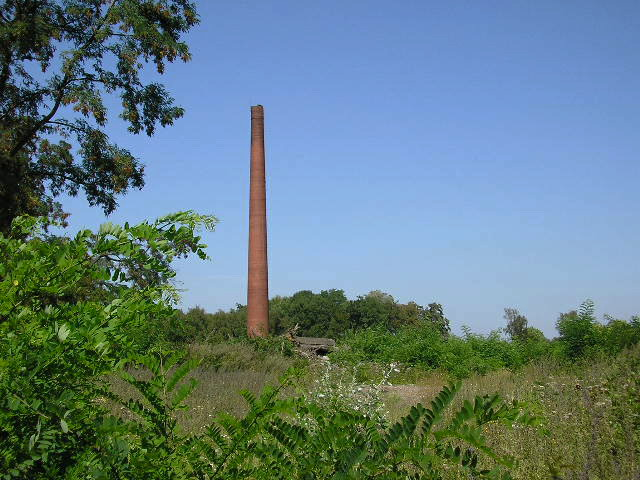
Terrain de l'ancienne société Maastrichtsche Zinkwit Maatschappij.

## Sources
- (nl) Cet article est partiellement ou en totalité issu de l’article de Wikipédia en néerlandais intitulé « Limmel » (voir la liste des auteurs).

## Compléments